# Zygomyia unica
Zygomyia unica är en tvåvingeart som beskrevs av Ostroverkhova 1979. Zygomyia unica ingår i släktet Zygomyia och familjen svampmyggor. Inga underarter finns listade i Catalogue of Life.